# مايكل جونستون
مايكل جونستون (بالإنجليزية: Michael Johnston)‏ (16 ديسمبر 1987 بليفربول في المملكة المتحدة - ) هو لاعب كرة قدم بريطاني في مركز الدفاع. لعب مع نادي بانغور سيتي.